# DeCamp
DeCamp – obszar niemunicypalny w Mendocino County, w Kalifornii (Stany Zjednoczone), na wysokości 409 m. Znajduje się 2,3 km na północ od Willits.